# Lunca de Jos
Lunca de Jos (en hongrois: Gyimesközéplok) est une commune roumaine du județ de Harghita, dans la région historique de Transylvanie. Elle est composée des neuf villages suivants:
- Brațcoș (Barackospatak)
- Lunca de Jos, siège de la commune
- Poiana Fagului (Bükkhavaspataka)
- Puntea Lupului (Farkaspalló)
- Valea Boroș (Borospataka)
- Valea Capelei (Kápolnapatak)
- Valea Întunecoasă (Sötétpatak)
- Valea lui Antaloc (Antalokpataka)
- Valea Rece (Hidegség)

## Localisation
Lunca de Jos est située dans la partie du centre-est du comté de Harghita, à l'est de la Transylvanie dans le Pays Sicule (région ethno-culturel et linguistique), dans la Ținutul Ghimeșului, à 39 km de la ville de Miercurea Ciuc.

## Monuments et lieux touristiques
- Chapelle catholique "Schimbarea la Față" du village de Valea Rece (construite au XIXe siècle), monument historique
- * Chapelle catholique "Sf. Anton" du village de Valea Rece (construite au XXe siècle), monument historique
- Moulin à eau du village de Lunca de Jos (construite au XIXe siècle), monument historique